# Nic Leblanc
Pour l’article homonyme, voir Leblanc.
Nic Leblanc (né le 15 novembre 1941) est un homme d'affaires et homme politique fédéral du Québec.

## Biographie
Né à Sainte-Monique au Québec, il devient député du Parti progressiste-conservateur du Canada dans la circonscription fédérale de Longueuil en 1984. Réélu en 1988, il quitta le caucus progressiste-conservateur, il fut vice president fondateur du Bloc québécois après l'échec de l'Accord du Lac Meech en 1990. Réélu en 1993, il ne se représente pas en 1997 puisqu'il siégeait depuis peu en tant que député souverainiste indépendant.
Après une retraite de toutes activités politiques, il joint l'Alliance canadienne et se porte candidat dans la circonscription fédérale de Saint-Lambert en 2000, mais fut défait par la libérale Yolande Thibeault.
Lors des élections québécoises de 2007, il est le candidat du Parti libéral du Québec dans la circonscription de Marie-Victorin, mais il subit un autre revers politique par le péquiste Bernard Drainville.